# Silvija Popović
Silvija Popović (Nikšić, 15 marzo 1986) è una pallavolista serba.
Gioca nel ruolo di libero nell'Altay.

## Carriera
La carriera di Silvija Popović inizia nel 2006, tra le file del Poštar, in cui milita per tre stagioni conquistando tre campionati e altrettante Coppe di Serbia; con la nazionale Under-20 vince la medaglia d'argento al campionato mondiale 2005, mentre nel 2009 esordisce con la nazionale maggiore.
Nella stagione 2009-10 si trasferisce in Azerbaigian, ingaggiata dal Rabitə Baku, con cui vince tre campionati azeri e una Coppa del Mondo per club; con la nazionale, nel 2011 vince la medaglia d'oro all'European League ed al campionato europeo, oltre ad un bronzo al World Grand Prix.
Nel 2012 interrompe la propria carriera per maternità. Nella stagione 2013-14 ritorna all'attività agonistica, accasandosi al Volero Zurigo, nella Lega Nazionale A svizzera, vincendo tre scudetti, tre Coppe di Svizzera e una Supercoppa; con la nazionale, nel 2015, arriva alla medaglia di bronzo nei I Giochi europei e al campionato europeo e a quella d'argento alla Coppa del Mondo, nel 2016, quella d'argento ai Giochi della XXXI Olimpiade e, nel 2018, quella d'oro al campionato mondiale.
Nella stagione 2018-19 affronta il massimo campionato kazako con l'Altay; con la nazionale conquista la medaglia d'oro al campionato europeo 2019, quella di bronzo ai Giochi della XXXII Olimpiade di Tokyo e quella d'argento al campionato europeo 2021.

## Palmarès

### Club
- Campionato serbo: 3

2006-07, 2007-08, 2008-09
- Campionato azero: 3

2009-10, 2010-11, 2011-12
- Campionato svizzero: 3

2013-14, 2014-15, 2015-16
- Coppa di Serbia: 3

2006-07, 2007-08, 2008-09
- Coppa di Svizzera: 3

2013-14, 2014-15, 2015-16
- Supercoppa svizzera: 1

2016
- Campionato mondiale per club: 1

2011

### Nazionale (competizioni minori)
- Campionato mondiale Under-20 2005
- Universiade 2009
- European League 2011
- Giochi europei 2015

### Premi individuali
- 2010 - Coppa CEV: Miglior libero
- 2015 - Coppa del Mondo per club: Miglior libero
- 2016 - Supercoppa svizzera: MVP
- 2017 - Campionato mondiale per club: Miglior libero